# Avenue des Statuaires
Pour les articles homonymes, voir Statuaire.
L'avenue des Statuaires (en néerlandais :  Beeldhouwerslaan) est une voie de la commune bruxelloise d'Uccle. 

## Origine du nom
Cette voie rend hommage aux nombreux sculpteurs qui séjournèrent à Uccle.